# 中央人民政府燃料工业部
中央人民政府燃料工业部是根据1949年9月27日中国人民政治协商会议第一届全体会议通过的《中华人民共和国中央人民政府组织法》第十八条的规定，于1949年10月设置的一个部门。1954年9月，第一届全国人民代表大会第一次会议在北京召开，会议通过了《中华人民共和国宪法》和《中华人民共和国国务院组织法》，成立中华人民共和国国务院。根据《国务院组织法》的规定，原中央人民政府燃料工业部的工作移交给中华人民共和国燃料工业部负责，但燃料部次年即被拆分为煤炭工业部、电力工业部和石油工业部。

## 部门工作
按照相关规定，中央人民政府燃料工业部在政务院财政经济委员会的指导下展开工作。负责统一领导全国范围内的燃料工业相关工作。

## 历史
1950年2月19日至3月2日，燃料工业部召开第一次全国电业会议，决定“保证安全发供电，有重点地建设2~3年内工业生产所需的电源设备。”各地相继修复了战争破坏的发电设备。
1952年9月17日，新中国第一台大型火电机组投产（苏联援建的阜新电厂一号2.5万kW机组并网）。毛泽东致电嘉勉：“庆祝你们在透平发电机组安装工作中取得的成就。望继续努力学习苏联先进经验，发扬积极性，在今后的建设工作中取得更大的成绩。”1952年12月9日至12日燃料工业部召开第一次全国电业基本建设会议。并将电业管理总局改组扩大管辖全国电业。
1954年3月，燃料工业部电业管理总局成立基建工程管理局，统一领导全国火电、送变电施工队伍。

### 燃料部大楼
燃料工业部大楼（现东长安街6号）始建于1951年，属苏联援建项目，1953年建成，南侧一段围墙为原意大利使馆和兵营的北围墙。1955年燃料部拆分后，该楼由煤炭工业部使用。1970年煤炭部与石油部、化工部合并为燃料化学工业部后迁离此楼，中国旅行游览事业管理局与中国国际旅行社随之迁入。1973年，中国远洋运输总公司和中国外轮代理总公司入驻。1989年，国家旅游局东迁至建国门内，原燃料部大楼此后成为轻工业主管部门第二办公区。
在国家移民管理局迁入前，原燃料部大楼由北京铁路公安局、北京铁路公安处、中国轻工业出版社、国资委轻工机关服务中心、中远实业有限公司、中能文旅有限公司、北京市运输管理局、铁通公司等8家单位共同使用。

## 机构设置
中央人民政府燃料工业部成立后，部机关设置为办公厅和8个相关司局，1953年至1954年9月间，先后又增设了8个司局。
1949年初设：
- 办公厅
- 计划司
- 修建司司长鲍国宝
- 经理司
- 人事司
- 水力发电工程局
- 煤炭管理总局 局长孙然（1952年12月-）
- 电业管理总局局长鲍国宝/贺光华
- 石油管理总局
- 华北电业管理局局长鲍国宝

1953年至1954年增设：
- 基建工程管理局局长何纯渤
- 财务司
- 机关行政司
- 劳动工资司
- 教育司
- 生产技术司
- 设计行政司司长鲍国宝；设计管理局：局长逯昆玉
- 华东电业管理局
- 水力发电工程局：1950年8月成立。局长黄宇齐。1954年1月改为水力发电建设总局，局长李锐。

## 主要官员
- 部长：陈　郁（1949年10月－1954年9月）
- 副部长
  - 李范一（工商界，原汉口第一纺织公司总经理）
  - 刘澜波
  - 吴德
  - 李人俊（原华东军政委员会财政经济委员会委员兼秘书长，1952年8月）
  - 徐达本（1953年2月任）
  - 王林（原燃料工业部办公厅主任，1954年8月任）